# UCI WorldTour Feminino de 2019
O UCI WorldTour Feminino de 2019 foi a quarta edição do máximo calendário ciclista feminino a nível mundial.
O calendário teve 23 carreiras começando a 9 de março com a disputa da Strade Bianche na Itália, e finalizando a 20 de outubro com o Tour de Guangxi Women's World Tour na China.

## Equipas
As equipas femininas pertenciam a uma única divisão. No entanto, estavam divididos em hierarquias segundo o seu potencial que lhes ajudava a obter convites às carreiras mais importantes. Neste caso os 15 primeiras equipas obtinham convite a todas as carreiras deste circuito. Não obstante, as equipas podiam renunciar a ela pelo que era provável que em todas as carreiras tivesse equipas participantes fora de 15 primeiros sem convite assegurado já que a carreira lhes tinha outorgado convite "extra" fora das obrigatórias. Também podiam participar selecções nacionais mas sem convite assegurado, estas ao igual que todas as equipas tinham direito a pontuação.
Para a temporada de 2019 as equipas UCI Team Feminino foram 44:
| Código UCI | Nome                               | País           | Continente |
| ---------- | ---------------------------------- | -------------- | ---------- |
| ALE        | Alé Cipollini                      | Itália         | EUR        |
| VAI        | Aromitalia Vaiano                  | Itália         | EUR        |
| ASA        | Astana Women's Team                | Cazaquistão    | ASI        |
| BPK        | BePink                             | Itália         | EUR        |
| BPC        | Biehler Pro Cycling                | Países Baixos  | EUR        |
| BIG        | Bigla Pro Cycling Team             | Dinamarca      | EUR        |
| BDU        | Bizkaia-Durango                    | Espanha        | EUR        |
| DLT        | Boels Dolmans Cycling Team         | Países Baixos  | EUR        |
| BTC        | BTC City Ljubljana                 | Eslovênia      | EUR        |
| CSR        | Canyon Sram Racing                 | Alemanha       | EUR        |
| CCC        | CCC-Liv                            | Países Baixos  | EUR        |
| CMW        | Charente-Maritime Women Cycling    | França         | EUR        |
| GPC        | China Liv Pro Cycling              | Hong Kong      | ASI        |
| CGS        | Cogeas-Mettler Pro Cycling Team    | Rússia         | EUR        |
| CZG        | Conceria Zabri-Fanini              | Albânia        | EUR        |
| DVE        | Doltcini-Van Eyck Sport            | Bélgica        | EUR        |
| DRP        | Drops                              | Reino Unido    | EUR        |
| EIC        | Eneicat Cycling Team               | Espanha        | EUR        |
| SBT        | Euestradarget-Bianchi-Vitasana     | Itália         | EUR        |
| FDJ        | FDJ Nouvelle Aquitaine Futuroscope | França         | EUR        |
| HBS        | Hagens Berman-Supermint            | Estados Unidos | AME        |
| HMT        | Health Mate-Cyclelive Team         | Bélgica        | EUR        |
| HPU        | Hitec Products-Birk Sport          | Noruega        | EUR        |
| LSL        | Lotto Soudal Ladies                | Bélgica        | EUR        |
| LCW        | Lviv Cycling Team                  | Ucrânia        | EUR        |
| MAT        | Massi-Tactic Women Team            | Espanha        | EUR        |
| MCC        | Minsk Cycling Clube                | Bielorrússia   | EUR        |
| MTS        | Mitchelton Scott                   | Austrália      | OCE        |
| MOV        | Movistar Team                      | Espanha        | EUR        |
| PHV        | Parkhotel Valkenburg               | Países Baixos  | EUR        |
| RLW        | Rally Cycling                      | Estados Unidos | AME        |
| SER        | Servetto-Piumate-Beltrami TSA      | Itália         | EUR        |
| T20        | Sho-Air Twenty20                   | Estados Unidos | AME        |
| SWT        | Sopela Women's Team                | Espanha        | EUR        |
| SWA        | Swapit Agolico                     | México         | AME        |
| ILU        | Team Illuminate                    | Estados Unidos | AME        |
| SUN        | Team Sunweb                        | Países Baixos  | EUR        |
| TIB        | Team Tibco-Silicon Valley Bank     | Estados Unidos | AME        |
| TVW        | Team Virtu Cycling Women           | Dinamarca      | EUR        |
| TWC        | Thailand Women's Cycling Team      | Tailândia      | ASI        |
| TOP        | Top Girls Fassa Bortolo            | Itália         | EUR        |
| TFS        | Trek-Segafredo Women               | Bélgica        | EUR        |
| VAL        | Valcar Cylance Cycling             | Itália         | EUR        |
| WNT        | WNT-Rotor Pro Cycling              | Alemanha       | EUR        |

- Em verde, os 15 equipas automaticamente convidadas a todas as carreiras.

## Carreiras
| UCI World Tour Feminino de 2019 | UCI World Tour Feminino de 2019 | UCI World Tour Feminino de 2019          | UCI World Tour Feminino de 2019 | UCI World Tour Feminino de 2019 |
| Data                            | País                            | Corrida                                  | Vencedor                        |                                 |
| ------------------------------- | ------------------------------- | ---------------------------------------- | ------------------------------- | ------------------------------- |
| 9 mar.                          | Itália                          | Strade Bianche feminina                  | Annemiek van Vleuten            |                                 |
| 17 mar.                         | Países Baixos                   | Tour de Drenthe feminino                 | Marta Bastianelli               |                                 |
| 24 mar.                         | Itália                          | Troféu Alfredo Binda-Comune di Cittiglio | Marianne Vos                    |                                 |
| 28 mar.                         | Bélgica                         | Clássica Bruges–De Panne feminina        | Kirsten Wild                    |                                 |
| 31 mar.                         | Bélgica                         | Gante-Wevelgem feminina                  | Kirsten Wild                    |                                 |
| 7 abr.                          | Bélgica                         | Tour de Flandres feminino                | Marta Bastianelli               |                                 |
| 21 abr.                         | Países Baixos                   | Amstel Gold Race feminina                | Katarzyna Niewiadoma            |                                 |
| 24 abr.                         | Bélgica                         | Flecha Valona Feminina                   | Anna van der Breggen            |                                 |
| 28 abr.                         | Bélgica                         | Liège-Bastogne-Liège Feminina            | Annemiek van Vleuten            |                                 |
| 9 – 11 mai.                     | China                           | Tour of Chongming Island                 | Lorena Wiebes                   |                                 |
| 16 – 18 mai.                    | Estados Unidos                  | Volta à Califórnia feminina              | Anna van der Breggen            |                                 |
| 22 – 25 mai.                    | Espanha                         | Emakumeen Euskal Bira                    | Elisa Longo Borghini            |                                 |
| 10 – 15 jun.                    | Reino Unido                     | The Women's Tour                         | Lizzie Deignan                  |                                 |
| 5 – 14 jul.                     | Itália                          | Giro de Itália Feminino                  | Annemiek van Vleuten            |                                 |
| 19 jul.                         | França                          | La Course by Le Tour de France           | Marianne Vos                    |                                 |
| 3 ago.                          | Reino Unido                     | RideLondon Classique                     | Lorena Wiebes                   |                                 |
| 17 ago.                         | Suécia                          | Postnord Vårgårda WestSweden TTT         | Trek-Segafredo                  |                                 |
| 18 ago.                         | Suécia                          | Postnord Vårgårda WestSweden RR          | Marta Bastianelli               |                                 |
| 22 – 25 ago.                    | Noruega                         | Volta à Noruega feminina                 | Marianne Vos                    |                                 |
| 31 ago.                         | França                          | Grande Prémio feminino de Plouay         | Anna van der Breggen            |                                 |
| 3 – 8 set.                      | Países Baixos                   | Holland Ladies Tour                      | Christine Majerus               |                                 |
| 14 – 15 set.                    | Espanha                         | Ceratizit Challenge by La Vuelta         | Lisa Brennauer                  |                                 |
| 22 out.                         | China                           | Tour de Guangxi Feminino                 | Chloe Hosking                   |                                 |

## Barómetro 2019
Todas as carreiras outorgavam pontos para o UCI World Ranking Feminino, incluindo a todas as corredoras das equipas de categoria UCI Team Feminino.
O barómetro de pontuação era o mesmo para todos as carreiras, mas as carreiras por etapas (2.wwT), outorgavam pontos adicionais pelas vitórias de etapa e por vestir a t-shirt do líder da classificação geral:
| Posição             | 1.ª | 2.ª | 3.ª | 4.ª | 5.ª | 6.ª | 7.ª | 8.ª | 9.ª | 10.ª | 11.ª | 12.ª | 13.ª | 14.ª | 15.ª | 16.ª-30.ª | 31.ª-40.ª |
| Classificação geral | 200 | 150 | 125 | 100 | 85  | 70  | 60  | 50  | 40  | 35   | 30   | 25   | 20   | 15   | 10   | 5         | 3         |
| Por etapa           | 25  | 20  | 18  | 16  | 14  | 12  | 10  | 8   | 6   | 4    |      |      |      |      |      |           |           |
| Líder               | 5   |     |     |     |     |     |     |     |     |      |      |      |      |      |      |           |           |

## Classificações finais
Estas foram as classificações finais depois da disputa do Tour de Guangxi:
Nota: ver Barómetros de pontuação

### Classificação individual
| Posição | Corredora            | Equipa               | Pontos  |
| ------- | -------------------- | -------------------- | ------- |
| 1.ª     | Marianne Vos         | CCC-Liv              | 1592    |
| 2.ª     | Annemiek van Vleuten | Mitchelton-Scott     | 1467,67 |
| 3.ª     | Lorena Wiebes        | Parkhotel Valkenburg | 1302,33 |
| 4.ª     | Katarzyna Niewiadoma | Canyon SRAM Racing   | 1240,17 |
| 5.ª     | Anna van der Breggen | Boels Dolmans        | 1095    |
| 6.ª     | Marta Bastianelli    | Virtu                | 1077    |
| 7.ª     | Amy Pieters          | Boels Dolmans        | 841     |
| 8.ª     | Lucinda Brand        | Sunweb               | 797,5   |
| 9.ª     | Christine Majerus    | Boels Dolmans        | 690,67  |
| 10.ª    | Amanda Spratt        | Mitchelton-Scott     | 680,67  |

| Posições 11ª à 20ª | Posições 11ª à 20ª    | Posições 11ª à 20ª   | Posições 11ª à 20ª |
| ------------------ | --------------------- | -------------------- | ------------------ |
| 11.ª               | Soraya Paladin        | Alé Cipollini        | 660                |
| 12.ª               | Cecilie Uttrup Ludwig | Bigla                | 651,33             |
| 13.ª               | Elisa Longo Borghini  | Trek-Segafredo       | 646,33             |
| 14.ª               | Demi Vollering        | Parkhotel Valkenburg | 614,33             |
| 15.ª               | Coryn Rivera          | Sunweb               | 596,83             |
| 16.ª               | Ashleigh Moolman      | CCC-Liv              | 582                |
| 17.ª               | Lotte Kopecky         | Lotto Soudal Ladies  | 574                |
| 18.ª               | Leah Kirchmann        | Sunweb               | 563,5              |
| 19.ª               | Kirsten Wild          | WNT-Rotor            | 509,67             |
| 20.ª               | Floortje Mackaij      | Sunweb               | 476,5              |

### Classificação por equipas
Esta classificação calculou-se somando os pontos das corredoras da cada equipa ou selecção na cada carreira. As equipas com o mesmo número de pontos classificaram-se de acordo a seu corredora melhor classificada.
| Posição | País             | Pontos  |
| ------- | ---------------- | ------- |
| 1.º     | Boels Dolmans    | 4045    |
| 2.º     | Sunweb           | 2999    |
| 3.º     | Trek-Segafredo   | 2547,98 |
| 4.º     | Mitchelton-Scott | 2517,02 |
| 5.º     | CCC-Liv          | 2451    |

### Classificação sub-23
| Posição | Corredora        | Equipa                             | Pontos |
| ------- | ---------------- | ---------------------------------- | ------ |
| 1.ª     | Lorena Wiebes    | Parkhotel Valkenburg               | 46     |
| 2.ª     | Marta Cavalli    | Valcar Cylance                     | 42     |
| 3.ª     | Sofia Bertizzolo | Virtu                              | 22     |
| 4.ª     | Évita Muzic      | FDJ Nouvelle Aquitaine Futuroscope | 22     |
| 5.ª     | Elisa Balsamo    | Valcar Cylance                     | 20     |

## Evolução das classificações
| Carreira (Vencedora)                                    | Classificação individual | Classificação por equipas | Classificação sub-23 |
| ------------------------------------------------------- | ------------------------ | ------------------------- | -------------------- |
| Strade Bianche (Annemiek van Vleuten)                   | Annemiek van Vleuten     | Boels Dolmans             | Évita Muzic          |
| Tour de Drenthe (Marta Bastianelli)                     | Marta Bastianelli        | Boels Dolmans             | Sofia Bertizzolo     |
| Troféu Alfredo Binda-Comune di Cittiglio (Marianne Vos) | Marta Bastianelli        | Boels Dolmans             | Sofia Bertizzolo     |
| Três Dias de Bruges–De Panne (Kirsten Wild)             | Marta Bastianelli        | Boels Dolmans             | Sofia Bertizzolo     |
| Gante-Wevelgem (Kirsten Wild)                           | Marta Bastianelli        | Boels Dolmans             | Sofia Bertizzolo     |
| Volta à Flandres (Marta Bastianelli)                    | Marta Bastianelli        | Boels Dolmans             | Sofia Bertizzolo     |
| Amstel Gold Race (Katarzyna Niewiadoma)                 | Marta Bastianelli        | Boels Dolmans             | Sofia Bertizzolo     |
| Flecha Valona (Anna van der Breggen)                    | Marta Bastianelli        | Boels Dolmans             | Marta Cavalli        |
| Liège-Bastogne-Liège (Annemiek van Vleuten)             | Annemiek van Vleuten     | Boels Dolmans             | Sofia Bertizzolo     |
| Tour da Ilha de Chongming (Lorena Wiebes)               | Annemiek van Vleuten     | Boels Dolmans             | Sofia Bertizzolo     |
| Volta à Califórnia (Anna van der Breggen)               | Annemiek van Vleuten     | Boels Dolmans             | Marta Cavalli        |
| Emakumeen Euskal Bira (Elisa Longo Borghini)            | Annemiek van Vleuten     | Boels Dolmans             | Marta Cavalli        |
| The Women's Tour (Elizabeth Deignan)                    | Annemiek van Vleuten     | Boels Dolmans             | Marta Cavalli        |
| Giro d'Italia (Annemiek van Vleuten)                    | Annemiek van Vleuten     | Boels Dolmans             | Marta Cavalli        |
| La Course by Le Tour de France (Marianne Vos)           | Annemiek van Vleuten     | Boels Dolmans             | Marta Cavalli        |
| RideLondon Classique (Lorena Wiebes)                    | Annemiek van Vleuten     | Boels Dolmans             | Marta Cavalli        |
| Postnord Vårgårda WestSweden TTT (Trek-Segafredo)       | Annemiek van Vleuten     | Boels Dolmans             | Marta Cavalli        |
| Postnord Vårgårda WestSweden RR (Marta Bastianelli)     | Annemiek van Vleuten     | Boels Dolmans             | Marta Cavalli        |
| Ladies Tour of Norway (Marianne Vos)                    | Marianne Vos             | Boels Dolmans             | Lorena Wiebes        |
| Grande Prêmio de Plouay (Anna van der Breggen)          | Marianne Vos             | Boels Dolmans             | Marta Cavalli        |
| Boels Ladies Tour (Christine Majerus)                   | Annemiek van Vleuten     | Boels Dolmans             | Lorena Wiebes        |
| Madri Challenge by La Vuelta (Lisa Brennauer)           | Annemiek van Vleuten     | Boels Dolmans             | Lorena Wiebes        |
| Tour de Guangxi (Chloe Hosking)                         | Marianne Vos             | Boels Dolmans             | Lorena Wiebes        |
| Final                                                   | Marianne Vos             | Boels Dolmans             | Lorena Wiebes        |